# 長野県道88号伊那箕輪線
長野県道88号伊那箕輪線（ながのけんどう88ごう いなみのわせん）は、長野県伊那市から上伊那郡箕輪町に至る県道（主要地方道）である。

## 概要
ほぼ全区間で改良済み。伊那市火葬場から北は昔の春日街道に沿って整備され、地元では春日街道とも呼ばれる（春日は同路線、春日町交差点付近の地名）。
国道153号に比べ信号や交差点が少なく、伊那西部広域農道に比べ道路線形が良く、竜西地区で伊那市街地と伊北方面を結ぶ主要な道路となっている。
起点側が伊那市道の経塚線と接続し、2003年（平成15年）春に国道361号との交差点が改良されたのに続き、2005年（平成17年）春に支線終点側の箕輪町で伊那西部広域農道と接続し、農道と並行して南北に連続する道路となったが、支線区間は長野県道203号与地辰野線の経路変更により沢上南原交差点付近の一部を除き指定から外れた。2005年（平成17年）からは権兵衛トンネル開通に関連して、火葬場から南を国道361号に直交する形状の道路新築工事「沢尻バイパス工区」が進められ、2006年（平成18年）3月31日午後4時に開通した。バイパス整備に伴い伊那バスのバス路線は一部経路が変更となったが、バス停自体の増減は無いため利用上の差異は無い。

### 路線データ
- 起点: 伊那市荒井（沢尻南交差点、国道361号交点）
- 終点: 上伊那郡箕輪町中箕輪（沢上交差点、国道153号交点）

## 歴史
- 1993年（平成5年）5月11日 - 建設省から、県道大萱荒井線の一部・県道沢尻箕輪線が伊那箕輪線として主要地方道に指定される[3]。
- 1994年（平成6年）4月1日：伊那箕輪線を認定。

## 地理

### 通過する自治体
- 伊那市
- 上伊那郡
  - 南箕輪村
  - 箕輪町

### 交差する道路
- 国道361号（伊那市荒井・沢尻南交差点、起点）
- 長野県道87号伊那インター線（伊那市御園・駒美交差点）
- 長野県道426号吹上北殿線（上伊那郡南箕輪村・大泉交差点）
- 国道153号（上伊那郡箕輪町中箕輪・沢上交差点）
- 長野県道203号与地辰野線（上伊那郡箕輪町沢・沢上南原交差点）

### 沿線にある施設など
路線沿いには、伊那市火葬場、上伊那農業高等学校、伊那中央病院、西天竜土地改良区記念碑などが並ぶ。箕輪町役場、南箕輪村役場、伊那インターチェンジ、伊北インターチェンジ、伊那北高校、伊那北駅などにも円滑に接続する。